# شهرستان کاییانگ
شهرستان کاییانگ (به لاتین: Kaiyang County) یک منطقهٔ مسکونی در چین است که در گوئیانگ واقع شده‌است.